# NGC 253
NGC 253 je galaksija u zviježđu Kipar.

## Vanjske poveznice
- SEDS: NGC 0253